# Potatoes for Christmas
Potatoes for Christmas er den første ep af det amerikanske nu metal-band Papa Roach i 1994. På ep'en måtte en midlertidig musiker afløse trommeslageren David Buckner, da han på dette tidspunkt læste kunst i en anden by. Stilen på Potatoes for Christmas ligger forholdsvis langt langt fra den stil, Papa Roach har i dag.

## Spor
1. "Coffee Thoughts"
2. "Mama's Dress"
3. "Lenny's"
4. "Spidachi"
5. "Cheez z fux"
6. "I love babies"
7. "Dendrilopis"